# 狙击精英4
《狙击精英4》是一款由Rebellion Developments開發与发行的第三人稱隱蔽類戰術射擊遊戲，为《狙击精英III》續作。遊戲於2017年2月14日在Microsoft Windows、PlayStation 4及Xbox One平台發行，后于2020年11月登陆Stadia和任天堂Switch。

## 游戏玩法

游戏中的X射线击杀特写系统示例

《狙击精英4》是一款具有潜行元素的第三人称战术射击游戏。当玩家在远距离使用狙击步枪杀死敌人时，X射线击杀特写系统将被激活，游戏镜头会跟随子弹一直到击中目标，显示身体部分、骨骼或内部身体器官被子弹打破的情形。该系统还扩展到弹片消灭、近战消灭和隐身消灭。
游戏的人工智能得到改进，敌人能更灵活地对玩家的行动做出反应。当有敌人被杀死时，其他人会开始积极寻找。玩家配备一副双筒望远镜，可以显示敌人的位置以及武器配备。 游戏中有一个“军官”排名。 尽快杀死军官会使其军队撤退，而在任务结束时杀死他会大大增加游戏难度。玩家可以放置陷阱以及使用尸体诡雷。游戏还有夜间任务，玩家可以设法关闭光源隐藏自己。
游戏地图比前作要大得多，玩家有更多的自由与开放式游戏体验。地图还有更多的垂直性。 游戏的新运动系统令玩家可以攀爬与抓住窗台。合作任务与多人竞争模式重新加入游戏。

## 剧情
《狙击精英4》的故事发生在1943年的意大利，紧随《狙击精英III》的事件。玩家控制SOE特工卡尔·费尔伯恩（Karl Fairburne），在第二次世界大战中协助意大利游击队与法西斯義大利作战，並阻止納粹德國部署導彈以協助盟軍登陸意大利。
故事开篇，英国皇家海军派出调查纳粹新武器传言的货轮在意大利西南圣瑟里尼（San Celini）岛附近被德军无线电制导反舰导弹击沉，卡尔受命登岛暗杀监督导弹袭击宣传片拍摄的托拜厄斯·施密特（Tobias Schmidt）将军并取得情报。消灭施密特后，卡尔得知导弹由火箭科学家安德烈亚斯·凯斯勒（Andreas Kessler）设计研发，OSS的情报显示其就在意大利，受神秘的纳粹德国将军海因茨·博姆（Heinz Böhm）保护。与卡尔在毕坦提（Bitanti）村接头的OSS特工杰克·韦弗（Jack Weaver）请他帮忙联络上了当地意大利游击队领袖“天使”索菲亚·迪洛克（Sofia "Angel" Di Rocco）。但由于OSS在其父被纳粹绑架时袖手旁观，索菲亚最初并不信任卡尔，要求他摧毁雷基利诺高架桥（Regelino Viaduct）上的列车炮证明合作诚意。
完成了索菲亚的委托，卡尔又潜入纳粹运输导弹部件的造船厂，查明位置后引导盟军轰炸机将货物尽数炸毁。期间他获悉西西里黑手党同样在此干扰纳粹行动，于是被安排与黑手党领袖塞尔瓦托·迪内利（Salvatore Dinelli）会面以争取后者支持，迪内利则开出消灭黑色旅头目皮耶罗·卡波（Piero Capo）的条件。盟军与黑手党合作令游击队颇为反感，此时韦弗的线人汉斯·多夫曼（Hans Dorfmann）少校突然找到卡尔，透露凯斯勒藏身于纳粹组装导弹的玛咖泽诺设施（Magazzeno Facility），卡尔遂潜入设施绑回凯斯勒。凯斯勒于受审时表示索菲亚之父就关在吉奥维菲奥里尼（Giovi Fiorini）镇，诱导游击队前去攻打，其实他自知罹患肝癌时日无多，才编造谎言引游击队自投罗网。卡尔赶去解决了博姆的亲信，但为时已晚，游击队员惨遭屠戮殆尽。
从其亲信身上取得的情报表明博姆早已知悉盟军登陆意大利本土的雪崩行动，并计划从阿拉伽拉（Allagra）堡垒发射新型导弹击沉德怀特·艾森豪威尔所在的指挥舰。卡尔潜入堡垒破坏了所有导弹，此时多夫曼突然携被俘的索菲亚出现，表明他就是博姆。关键时刻索菲亚牺牲自己助卡尔逃出包围，博姆则意欲乘飞机离开。最终卡尔在其起飞前击毁引擎结果了博姆，又指引盟军轰炸机摧毁整个基地。结尾卡尔和韦弗再度相遇，并被邀请为OSS效力。

## 开发
《狙击精英4》由Rebellion Developments开发。 根据Rebellion创意总监蒂姆·琼斯（Tim Jones）的说法，游戏被设计为“狙击天堂”。团队扩大了游戏地图与关卡的大小规模，使得“真正的远距离射击”成为可能 。 动画系统、人工智能和游戏的渲染技术也进行了重新设计。由于技术限制，游戏不会在第七代游戏机平台发行。
前两款游戏的发行商505游戏不再参与游戏制作，《狙击精英4》将由Rebellion自行发布数字版。Rebellion与《僵尸部队三部曲》的出版商与分销商Sold Out和U＆I Entertainment合作，制作游戏的实体版。2016年2月，一家中国数字艺术公司意外泄漏该游戏。Rebellion首席执行官詹森·金斯利（Jason Kingsley）没有证实此事，并补充道他们很快会公开一个新游戏。《狙击精英4》于2016年3月7日公布。
2016年6月13日，在E3 2016上Rebellion宣布《狙击精英4》将于2017年2月14日发行。
2017年5月，《狙击精英4》推出官方简繁体中文版。

## 评价
游戏评论聚合网站Metacritic对《狙击精英4》的评价是“总体好评”。IGN称《狙击精英4》是一款聪明，富有策略性的射击游戏，它鼓励玩家们用自己的方式解决处理问题。Gamespot指出了游戏的缺点：AI没有逻辑；故事有些平淡，多人对战乏味。Eurogamer将本作选为“2017年度最佳50款游戏”第40位，而在GamesRadar+同年度的25款最佳游戏排名中，本作位列第22。

### 奖项与提名
| 年份 | 奖项                 | 类别              | 结果 | 来源          |
| ---- | -------------------- | ----------------- | ---- | ------------- |
| 2017 | 《开发》奖           | 最佳配乐          | 提名 | [ 40 ]        |
| 2017 | 《开发》奖           | 最佳音效          | 提名 | [ 40 ]        |
| 2017 | 独立游戏开发者协会奖 | 最佳视效          | 獲獎 | [ 41 ]        |
| 2017 | 独立游戏开发者协会奖 | 最佳动作/冒险游戏 | 提名 | [ 41 ]        |
| 2017 | 金摇杆奖             | 最佳音效          | 提名 | [ 42 ]        |
| 2018 | 英国学院游戏奖       | 最佳英国游戏      | 提名 | [ 43 ] [ 44 ] |

## 最低配置要求
操作系统：64-bit Windows 7， 64-bit Windows 8.1 or 64-bit Windows 10
　　处理器：Intel CPU Core i3-2100 or AMD equivalent
　　内存：4 GB RAM
　　图形：AMD Radeon HD 7870 （2GB） or NVIDIA GeForce GTX 660 （2GB）